# Ascidia unalaskensis
Ascidia unalaskensis is een zakpijpensoort uit de familie van de Ascidiidae. De wetenschappelijke naam van de soort is voor het eerst geldig gepubliceerd in 1913 door Ritter.